# Mojokarang
Mojokarang is een bestuurslaag in het regentschap Mojokerto van de provincie Oost-Java, Indonesië. Mojokarang telt 2973 inwoners (volkstelling 2010).